# ویلیام اوکانر (شمشیرباز)
ویلیام اوکانر (انگلیسی: William O'Connor؛ ۲۳ مه ۱۸۶۴ – ۱۶ ژانویه ۱۹۳۹) شمشیرباز اهل ایالات متحده آمریکا بود.